# La novia de primavera
La novia de primavera es una película de Argentina en blanco y negro dirigida por Carlos Hugo Christensen según el guion de Julio Porter sobre el radioteatro homónimo que se estrenó el 9 de diciembre de 1942 y que tuvo como protagonistas a María Duval, Roberto Airaldi y Norma Castillo.

## Reparto
- María Duval
- Roberto Airaldi
- Norma Castillo
- Federico Mansilla
- Aurelia Ferrer
- Teresita Pagano
- Pola Alonso
- Elina Colomer
- René Fischer Bauer
- Martha Quinteros
- Amelia Peña
- Mary Dormal
- Elsita Landi
- Roberto Soria
- José Capilla